# Hospital Estatal Austin

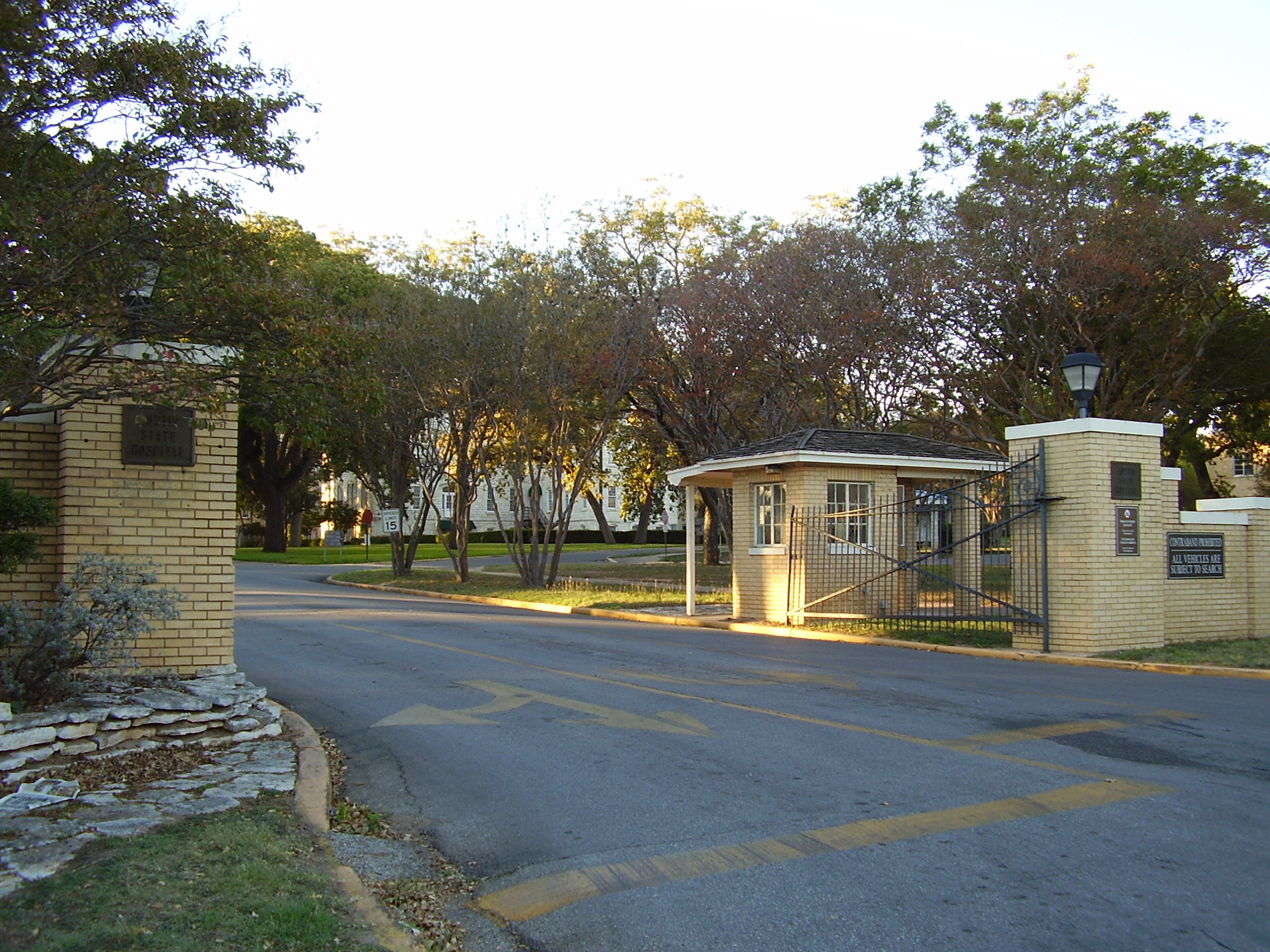
La entrada del Hospital Estatal Austin.

El Hospital Estatal Austin (Austin State Hospital, ASH) es un hospital psiquiátrico del Departamento Estatal de Servicios de Salud de Texas en Austin, Texas, Estados Unidos. El Hospital Estatal Austin, el primer hospital psiquiátrico oeste del Río Misisipi en los Estados Unidos, proporciona servicios para adultos y niños. En 1856 el Gobernador de Texas autorizó la creación del Texas State Lunatic Asylum. En 1925 el hospital ganó su nuevo nombre, Austin State Hospital.